# Liste der Kulturdenkmäler in Florshain
Die folgende Liste enthält die in der Denkmaltopographie ausgewiesenen Kulturdenkmäler auf dem Gebiet des Stadtteils Florshain der  Stadt Schwalmstadt, Schwalm-Eder-Kreis, Hessen.
Hinweis: Die Reihenfolge der Denkmäler in dieser Liste orientiert sich an der Anschrift, alternativ ist sie auch nach der Bezeichnung oder der Bauzeit sortierbar.
Kulturdenkmäler werden fortlaufend im Denkmalverzeichnis des Landes Hessen durch das Landesamt für Denkmalpflege Hessen auf Basis des Hessischen Denkmalschutzgesetzes (HDSchG) geführt. Die Schutzwürdigkeit eines Kulturdenkmals hängt nicht von der Eintragung in das Denkmalverzeichnis des Landes Hessen oder der Veröffentlichung in der Denkmaltopographie ab.

## Florshain
| Bild             | Bezeichnung                               | Lage                                                           | Beschreibung | Bauzeit                | Daten |
| ---------------- | ----------------------------------------- | -------------------------------------------------------------- | --- | ---------------------- | ----- |
| Bild gesucht BW  | Wohnwirtschaftsgebäude Am Teich 5         | Florshain, Am Teich 5 Lage                                     | |                        |       |
| Bild gesucht BW  | Hofanlage Am Teich 6                      | Florshain, Am Teich 6 Lage                                     | |                        |       |
| Bild gesucht BW  | Altenteiler als Ernhaus Am Teich 7        | Florshain, Am Teich 7 LageFlur: 50.910485, Flurstück: 9.135476 | |                        |       |
| Bild gesucht BW  | Ernhaus mit Stallteil Am Teich            | Florshain, Am Teich Lage                                       | |                        |       |
| Bild gesucht BW  | Ehemalige Schule                          | Florshain, An der Schule Lage                                  | |                        |       |
| Florshain Kirche | Evangelische Filialkirche                 | Florshain, An der Schule Lage                                  | Spätgotischer Rechteckbau Anfang 16. Jahrhundert, mit Fachwerkobergeschoss aus dem 17. Jahrhundert und 1953 nach Westen erweitert. Verzierter Taufstein, 1520. | Anfang 16. Jahrhundert |       |
| Bild gesucht BW  | Wohnwirtschaftsgebäude Treysaer Straße 13 | Florshain, Treysaer Straße 13 Lage                             | |                        |       |
| Bild gesucht BW  | Haupthaus einer Hofanlage Treysaer Straße | Florshain, Treysaer Straße Lage                                | |                        |       |
| Bild gesucht BW  | Hofanlage Treysaer Straße 20              | Florshain, Treysaer Straße 20 Lage                             | |                        |       |
| Bild gesucht BW  | Wohnwirtschaftsgebäude Treysaer Straße    | Florshain, Treysaer Straße 15 LageFlur: 6, Flurstück: 12/1     | |                        |       |